# 世界反兴奋剂机构
世界反運動禁藥機構（英語：World Anti-Doping Agency），简称WADA，是国际奥林匹克委员会发起成立的独立国际组织。总部位于加拿大蒙特利尔。于1999年11月10日在瑞士洛桑成立。它对運動禁藥的各个项目检测方法制定了统一的标准。

## 執行委員會
| 職位   | 名字                 | 國家           |
| ------ | -------------------- | -------------- |
| 主席   | 维托德·班卡          | 波蘭           |
| 副主席 | 楊揚                 | 中华人民共和国 |
| 成員   | 基里·基瓦尔          | 捷克           |
| 成員   | 丹卡·巴爾特科娃      | 斯洛伐克       |
| 成員   | 乌鲁·埃尔德纳        | 土耳其         |
| 成員   | 弗朗西斯科·里奇·比蒂 | 義大利         |
| 成員   | 阿米拉·艾尔·法迪尔   | 苏丹           |
| 成員   | 维托德·班卡          | 波蘭           |
| 成員   | 马科斯·迪亚兹        |                |
| 成員   | 水井俊美             | 日本           |
| 成員   | 格兰特·罗伯逊        | 新西兰         |

## 爭議

### 檢測的統計有效性
唐納德·A·貝瑞教授（Professor Donald A. Berry）曾經主張反運動禁藥機構使用的封閉系統不允許對檢測進行統計驗證。這一論點得到了2008年8月7日《自然》期刊社論的支持。然而，反興奮劑社區和熟悉反興奮劑工作的科學家們反駁了這些論點。2008年10月30日，《自然》（第455卷）刊登了世界反運動禁藥機構（WADA）反駁貝瑞文章的讀者來信。至少有一起案例，国际体育仲裁法庭認定WADA在使用人类生长激素（HGH）檢測中所用的統計決策限是不合法的。

### 中國的興奮劑指控
2018年，中国游泳運動員孙杨的保安人員打碎了一個包含興奮劑檢測樣本但不包含樣本瓶的外殼。負責該檢測任務的運動禁藥控制助理（DCA）後來被孫楊、中國媒體、記者和學者批評未遵循正確的程序。孫楊辯稱該DCA缺乏正確的身份識別，並稱同樣情況此前在同一助理身上也發生過。國際游泳聯合會（FINA）的興奮劑委員會對孫楊發出了警告但未處以任何處罰。
英国《星期日泰晤士報》於2019年1月27日報導了此事，由於這篇報導，WADA調查了此事並對FINA的決定向国际体育仲裁法庭（CAS）提出上訴。後來，2019年7月，澳大利亚新闻集团（屬於倫敦《星期日泰晤士報》同一媒體集團）全文刊登了FINA保密的報告。
由三名成員組成的CAS小組認定孫楊拒絕配合樣本檢測員的行為，並禁止他參加競賽游泳至2028年2月。然而，孫楊的律師對此裁決提出上訴，這一裁決既受到歡迎也受到一些人的批評。2020年12月22日，瑞士聯邦最高法院因認為仲裁小組主席存在偏見而撤銷了CAS的裁決，該主席在孫楊案件曝光前曾發表反對中國動物虐待視頻的推文，其中包含種族歧視言論。此外，另一名仲裁員羅馬諾·蘇比奧托（Romano Subiotto）曾在WADA的一個工作組中任職，雖然這並不妨礙他在CAS小組中任職。經過第二次聽證會，孫楊的禁賽期縮短至四年三個月，使他有可能參加2024年巴黎奥运会，儘管他的禁賽期實際上會在中國巴黎奧運會游泳選拔賽之後結束。
2024年4月20日，美国《纽约时报》披露，中國游泳隊的23名成員在2020年東京奥运会前七個月被檢測出使用了一種名為曲美他嗪（TMZ）的增強表現的藥物，並且被允許參加比賽，其中一些運動員還贏得了獎牌。報告發佈後，美國反禁藥組織（USADA）首席執行官特拉維斯·泰加特指責世界反運動禁藥機構（WADA）和中國反興奮劑中心（CHINADA）掩蓋中國游泳運動員的興奮劑問題。
WADA辯稱檢測出的數量過低，不足以提高表現，而CHINADA則將結果歸咎於酒店廚房的污染，這一理由可能使結果不公開。WADA發表聲明，解釋說「由於COVID相關的封鎖措施，WADA的科學家或調查員無法在中國進行現場調查。WADA最終得出結論，無法證明污染是TMZ來源的可能性，並且這與檔案中的分析數據相符。」國際游泳聯合會的調查結果與WADA一致。
故事洩露後，WADA因未對調查結果保持透明並讓「乾淨的運動員蒙在鼓裡」而受到美國反禁藥組織（USADA）和運動員的批評。WADA選擇一名瑞士律師領導對此事的調查也受到批評，因為他是由該機構親自挑選的。《紐約時報》採訪的專家表示，TMZ在興奮劑排泄期結束時可能會檢測到微量，但也不能排除污染的可能性。
WADA還被指控存在双重标准，因為俄罗斯花样滑冰選手卡米拉·瓦莉娃檢測出TMZ陽性，並使用了相同的理由，但隨後被禁賽四年。WADA辯稱，根據未公開的信息和药物代谢动力学，在瓦莉娃的情況下，污染是不可能的。而對於中國游泳運動員的情況，當時沒有發生任何國際比賽，只有住在其中一個酒店的運動員檢測結果為陽性，而且一些個體在陽性和陰性結果之間交替，所有這些都指向污染而不是興奮劑使用。
2024年5月，WADA宣佈將召開一次特別會議，討論中國游泳運動員的興奮劑案件。WADA表示，要求USADA提供指控中國運動員使用興奮劑的舉報人，但未收到任何回應，並補充說，美國運動員在過去曾有「一些最複雜和令人驚訝的污染情況」。USADA則批評WADA攻擊舉報人並缺乏透明度。美國已威脅停止資助WADA，並呼籲美国司法部（DOJ）下的联邦调查局（FBI）調查此事。
在這一爭議中涉及的23名游泳運動員中，有11人被列入2024年中國奧運游泳隊。2024年6月，美國奧運游泳選手迈克尔·菲尔普斯和艾莉森·施米特在美國國會聽證會上批評WADA。7月，國際奧委會接受了美國猶他州盐湖城申辦2034年冬季奧運會的提案，條件是合同可以在「WADA在反興奮劑鬥爭中的最高權威未得到充分尊重或世界反興奮劑規則的應用受到阻礙或削弱」的情況下終止。美國全国公共广播电台（NPR）將此舉描述為試圖壓制美國正在進行的司法部調查。據《紐約時報》報導，這一要求將「允許國際奧委會在任何企圖削弱世界反運動禁藥機構權威的情況下取消比賽」。該協議由美国奥委会（USOPC）和鹽湖城官員簽署，但受到USADA的批評。作為回應，美國立法者提出了一項法案，賦予國家藥物管制政策辦公室永久權力，以在認為WADA的反興奮劑行動未達標準時扣留美國對WADA的資助。

## 外部連結
- World Anti-Doping Agency (WADA) Official Website（页面存档备份，存于）
- World Anti-Doping Agency criticises 'extremist' NFL players over HGH （页面存档备份，存于）, The Guardian/AP, 28 March 2013